# Julius von Wiesner
Julius Ritter von Wiesner (Tschechen, 20 gennaio 1838 – Vienna, 9 ottobre 1916) è stato un botanico tedesco, specializzato in anatomia e fisiologia vegetale.

## Alcune opere
- 1873: Die Rohstoffe des Pflanzenreichs
- 1877: Die Entstehung des Chlorophylls in der Pflanze
- 1878-1880: Die heliotropischen Erscheinungen im Pflanzenreiche (due volumi)
- 1881: Das Bewegungsvermögen der Pflanzen
- 1881-1889: Elemente der wissenschaftlichen Botanik (tre volumi)
- 1907: Der Lichtgenuß der Pflanzen
- 1916: Erschaffung, Entstehung, Entwicklung